# Parfait Bizoza
Parfait Bizoza (* 3. März 1999 in Skodje, Norwegen) ist ein burundischer Fußballspieler.

## Karriere

### Verein
Bizoza begann seine Karriere beim Aalesunds FK. Im November 2017 wechselte er zum unterklassigen SK Herd. Zur Saison 2019 schloss er sich dem Zweitligisten Raufoss IL an. Im März 2019 gab er sein Debüt in der 1. Division. Bis Saisonende kam er zu 27 Zweitligaeinsätzen. Zur Saison 2020 kehrte er zum Erstligisten Aalesund zurück. Im Juli 2020 debütierte er dort in der Eliteserien. Bis zum Ende der Spielzeit absolvierte er 23 Partien im Oberhaus, aus dem er mit dem Klub aber abstieg.
Daraufhin wechselte Bizoza im Februar 2021 nach Russland zum FK Ufa. Für Ufa spielte er bis zum Ende der Saison 2020/21 siebenmal in der Premjer-Liga. Nach zwei weiteren Einsätzen zu Beginn der Saison 2021/22 wechselte der Mittelfeldspieler im August 2021 nach Dänemark zum Zweitligisten Vendsyssel FF. Für Vendsyssel spielte er bis Saisonende 20 Mal in der 1. Division. Im Januar 2023 wechselte Bizoza zu Lyngby BK.

### Nationalmannschaft
Der gebürtige Norweger Bizoza stand im November 2019 erstmals im Kader der burundischen Nationalmannschaft, kam aber nicht zum Einsatz.